# Uendjebauendjed
Uendjebauendjed (fl. XI secolo a.C.) è stato un generale, funzionario e sacerdote egizio durante il regno del faraone Psusennes I (1047-1001 a.C.) della XXI dinastia.
È noto per sua tomba intatta, scoperta nel 1940 dall'egittologo francese Pierre Montet all'interno della necropoli reale di Tanis (NRT III).

## Biografia
Fatta eccezione per i suoi incarichi ufficiali, nulla è noto della vita di Uendjebauendjed: fu infatti insignito d'una serie impressionante di titoli e onori militari, amministrativi e religiosi: "Principe ereditario [titolo meramente onorifico] e conte", Guardasigilli del Re del Basso Egitto, "Padre del dio" [altro titolo meramente onorifico], Generale e guida dell'esercito, Sommo sacerdote del dio Khonsu, Sacerdote di "Osiride signore di Mendes", Sovrintende dei Profeti [cioè sacerdoti] di tutti gli dèi e Sovrintendente dell'Unico Amico [cioè il Faraone] e altri. 

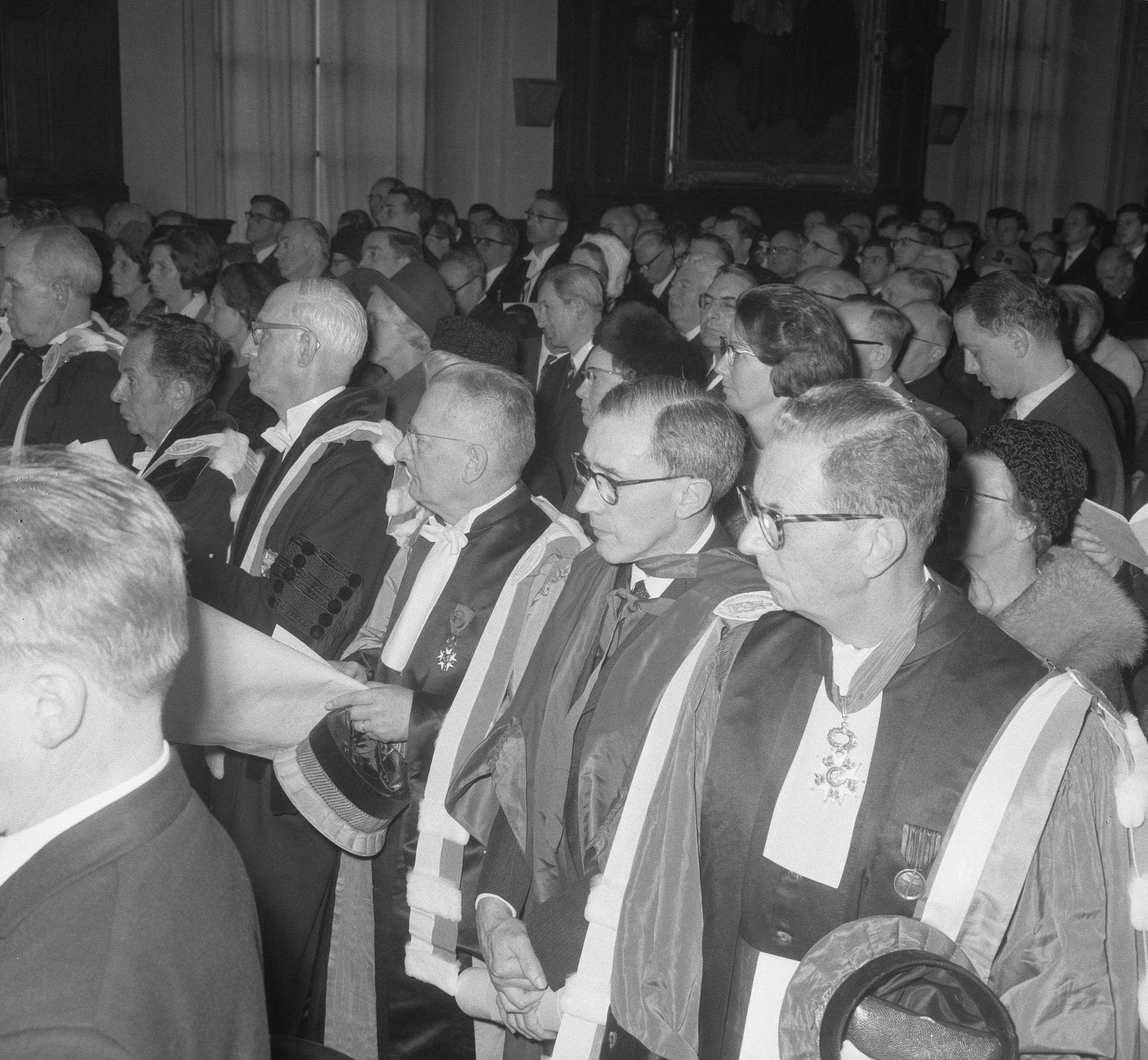
Pierre Montet (in primo piano) a Lovanio nel 1966.

Il fatto di ricoprire incarichi tanto prestigiosi garantì a Uendjebauendjed il grande onore di essere sepolto nella necropoli reale pur non essendo mai entrato a far parte, stando alle poche informazioni su di lui, della famiglia reale. Un titolo onorifico sembra sottintendere che Uendjebauendjed fosse nativo di Mendes (in egizio: Djedet), benché i suoi resti mummificati sembrino suggerire un'origine nubiana. Uendjebauendjed morì all'età di circa 50 anni.

## Scoperta
Il nome di Uendjebauendjed fu notato per la prima volta da Pierre Montet (1885–1966) e Georges Goyon (1905–1996), nel 1939, inciso su alcune statuette e ushabti ritrovati all'interno della camera sepolcrale del faraone Sheshonq II (887–885 a.C.), appena scoperta. Montet scoprì la camera sepolcrale del faraone Psusennes I nell'anno successivo, trovandovi un'elsa d'oro appartenuta proprio a Uendjebauendjed e deposta direttamente nel sarcofago del sovrano.
Dopo la Seconda guerra mondiale Montet e Goyon ripresero gli scavi della necropoli di Tanis e portarono alla luce, il 13 febbraio 1946, una nuova tomba intatta. Un sarcofago antropoide in granito (riciclato poiché precedentemente impiegato per la sepoltura di un "Terzo Profeta di Amon" chiamato Amenhotep, vissuto durante la XIX dinastia) giaceva all'interno della camera sepolcrale appena scoperta: al suo interno si trovavano i resti di quell'Uendjebauendjed menzionato su oggetti presenti nelle vicine tombe portate alla luce prima del conflitto mondiale. Il sarcofago, coperto di foglia oro, conteneva un feretro in legno dorato e dipinto nel quale era stato a sua volta deposto un terzo sarcofago argenteo, ormai in pessime condizioni al momento della scoperta. Il capo di Uendjebauendjed era coperto da una pregevolissima maschera funeraria in oro, e gioielli d'altro genere erano sparsi nella bara: pettorali, anelli, bracciali e statuette auree; particolarmente raffinate tre coppe in oro a argento e una statuetta del dio Amon come ariete in lapislazzuli. Al di fuori del sarcofago furono scoperte varie statuette funerarie ushabti e i quattro vasi canopi di Uendjebauendjed. Tutti gli oggetti scoperti nella tomba di Uendjebauendjed si trovano al Museo egizio del Cairo.

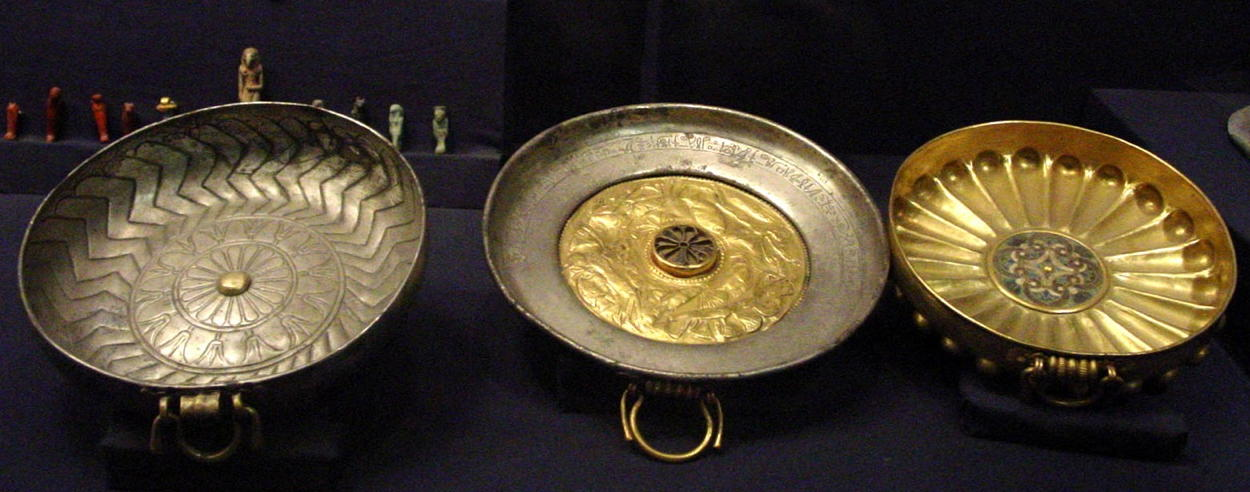
Tre coppe in oro e argento scoperte nella tomba di Uendjebauendjed (Museo egizio del Cairo).